# 宮前 (越谷市)
宮前（みやまえ）は、埼玉県越谷市の町名。現行行政地名は宮前一丁目のみ。住居表示未実施地区。郵便番号は343-0014。

## 地理
埼玉県の東部地域で、越谷市の中央部に位置する。西で越ヶ谷、南で東越谷に隣接する。地区内は主に住宅地となっている。

## 歴史
元荒川以東の大字越ヶ谷となっている久伊豆神社周辺を二丁目とする予定だったが、現在まで二丁目への地名変更が行われておらず、丁番が設定されているものの、一丁目だけの珍しい地名となっている。
- 1983年（昭和58年）3月2日 - 東越谷第二土地区画整理事業完了により大字越ヶ谷、大字花田の各一部から宮前一丁目が成立[5]。

### 地名の由来
神社の前に所在することから宮前が採用された。

## 世帯数と人口
2021年（令和3年）11月1日現在の世帯数と人口は以下の通りである。
| 町丁 | 世帯数  | 人口    |
| ---- | ------- | ------- |
| 宮前 | 590世帯 | 1,365人 |

## 小・中学校の学区
市立小・中学校に通う場合、学区（校区）は以下の通りとなる。
| 番地 | 小学校             | 中学校             |
| ---- | ------------------ | ------------------ |
| 全域 | 越谷市立花田小学校 | 越谷市立中央中学校 |

## 交通

### 鉄道
- 地区内に鉄道路線は敷設されていない。最寄り駅は東武伊勢崎線（東武スカイツリーライン）北越谷駅となる。

### 道路
- 埼玉県道115号越谷八潮線
- 青葉通り
- いちょう並木通り

## 施設
- 越谷市立中央中学校
- 越谷宮前郵便局
- 東越谷第五公園